# Вакареску, Елена
Еле́на Вакаре́ску (Вэкэреску) (рум. Elena Văcărescu, фр. Hélène Vacaresco; 21 сентября 1864, Бухарест — 17 февраля 1947, Париж) — румынско-французская писательница, поэтесса, переводчица, дипломат. Почётный член Румынской Академии, дважды лауреат Французской Академии (Grand Prix de la Francophonie).

## Биография
Представительница валашского боярского рода — Вакареску. Внучка Алеку Вакареску, поэта. Племянница Янку Вакареску, поэта, переводчика, деятель национального и культурного возрождения Валахии. Потомок Енакица Вакареску, поэта, автора первой румынской грамматики.

Елена Вакареску и Королева Румынии Елизавета Нойвидская

Молодость провела, в основном, в родовом имении недалеко от Тырговиште. С гувернанткой занималась английским языком. Изучала французскую филологию и литературу в Париже, где встречалась с Виктором Гюго. Посещала курсы по философии, эстетике и истории. Также под руководством Сюлли-Прюдома изучала поэзию и стихосложение.
Её первая книга, темой которой была русско-турецкая война (1877—1878), на которой воевал отец. опубликована в 1886 году.

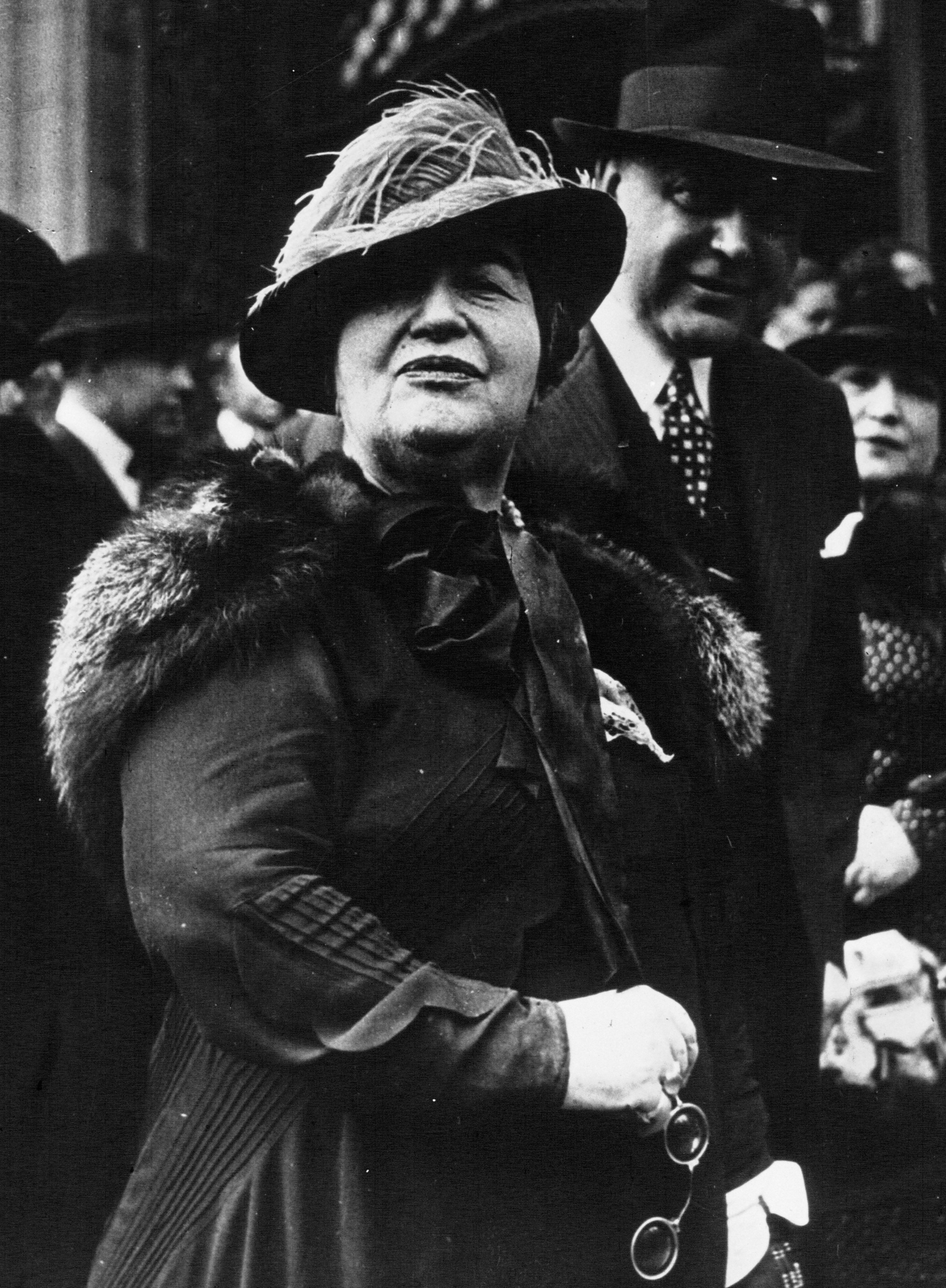
Елена Вакареску во время проведения Лиги Нации в 1936 г.

Жизнь Елены изменилась после встречи в 1888 с королевой Румынии и писательницей (под псевдонимом Кармен Сильва) Елизаветой Нойвидской, женой короля Кароля I Гогенцо́ллерн-Зигма́рингена. Королева пригласила её в свой дворец. В связи со смертью единственной дочери королевы в 1874 году все свои материнские чувства она обратила на Елену. В 1889 году из-за отсутствия прямого наследника, король решил, что им станет его племянник Фердинанд. Фердинанд влюбился в Елену и хотел жениться на ней. Но, в соответствии с Конституцией Румынии, наследник престола не мог жениться на румынке. В результате скандала, когда королева, поощряя роман, решила организовать их брак, она была отправлена на 2 года в Нойвид, а Елена — в Париж. Фердинанду решили подыскать новую невесту, ею стала — Мария Эдинбургская.
Постоянно жила в Париже и, помимо литературной деятельности, активно занималась политикой.
В 1922—1924 Елена был заместителем делегата Румынии в Лиге Наций, в 1925—1926 годах — постоянный представитель и в 1926—1938 — вновь заместителем. Она была первой женщиной в ранге посла (постоянный представитель) в истории Лиги Наций.
В 1925 году избрана членом Румынской Академии. В том же году была дважды лауреатом Grand Prix de la Francophonie Французской академии. Кавалер ордена Почётного легиона.
Занималась переводами на французский язык произведений румынских поэтов, среди которых Михай Эминеску , Лучиан Блага , Октавиан Гога, Джордже Топырчану, Ион Минулеску и др.
Незадолго до смерти, Елена Вакареску была членом румынской делегации на Парижской мирной конференции 1947 года, возглавляемой Георге Тэтэреску.
Похоронена в семейном склепе Вакареску на кладбище Беллу в Бухаресте.

## Избранные произведения
Поэзия
- Chants d’Aurore (1886)
- L'âme sereine (1896)
- Lueurs et Flammes (1903)
- Le Jardin passioné (1908)
- La Dormeuse éveillée (1914)

Произведения на фольклорные темы
- Le Rhapsode de la Dâmboviţa (1889)
- Nuits d’Orient (1907)
- Dans l’or du soir (1927)
- Novels[edit]
- Amor vincit (1908)
- Le Sortilege (1911)

Мемуары
- Memorial sur le mode mineur (1945)
- Le Roman de ma vie

Театральные пьесы
- Stana (1904)
- Pe urma dragostei

## Память

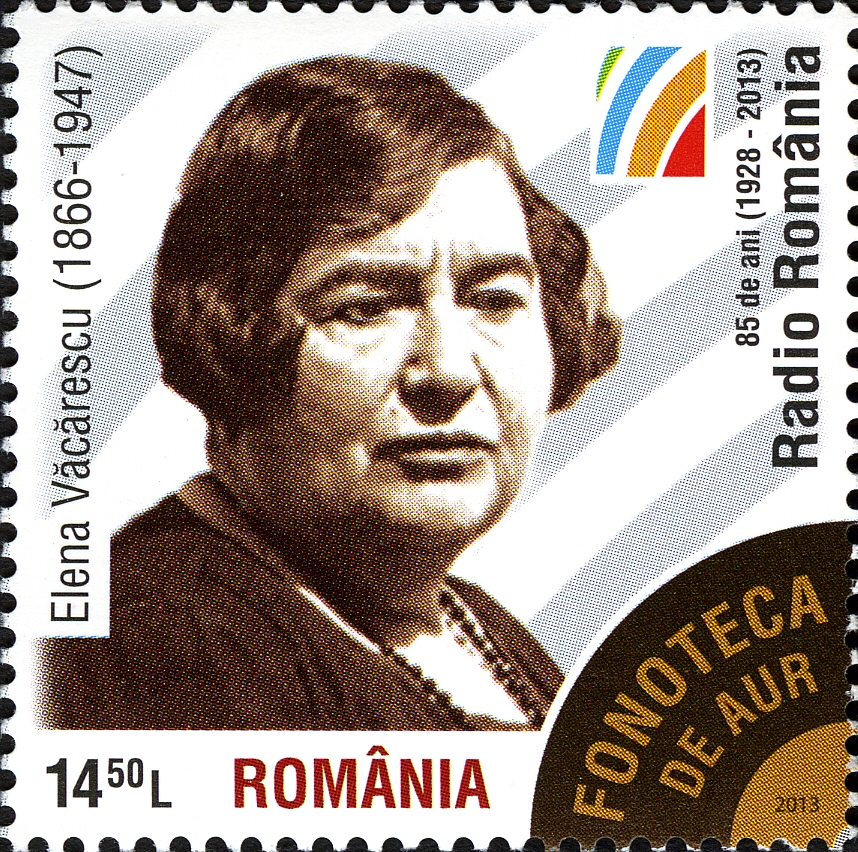
Почтовая марка Румынии с изображением Елены Вакареску

- В 2013 году Почта Румынии выпустила в обращение марку с изображением Елены Вакареску.
- Национальный банк Румынии в августе 2014 года выпустил в обращение монету, посвящённую 150-летию со дня рождения известной румынской писательницы Елены Вакареску.